# Reptile (pel·lícula)
Reptile és una pel·lícula de thriller policial estatunidenc de 2023 dirigida per Grant Singer en el seu debut com a director de llargmetratge, a partir d'un guió que va coescriure amb Benjamin Brewer i Benicio del Toro, i d'una història que va coescriure amb el mateix Brewer. La pel·lícula és protagonitzada per Del Toro en el paper principal, juntament amb Justin Timberlake, Alicia Silverstone, Eric Bogosian, Ato Essandoh, Domenick Lombardozzi i Michael Pitt. S'ha subtitulat al català.
El 15 d'agost de 2021 es va iniciar el rodatge a Atlanta. Es va estrenar al Festival Internacional de Cinema de Toronto el 7 de setembre de 2023 i es va estrenar en una selecció cinemes dels Estats Units el 22 de setembre de 2023, abans d'incorporar-se al catàleg de Netflix el 29 de setembre.